# Siderina
Siderina es un bio-activo de antraquinona de Aspergillus que se encuentra en el Mar Rojo.